# Majevka
Majevka (orosz betűkkel: Маевка, baskír nyelven: Маевка) falu Oroszországban, a Baskír Köztársaságban, a Miskinói járásban.

## Népesség
- 2002-ben 40 lakosa volt.
- 2010-ben 49 lakosa volt.